# Batalla de Portopí
La batalla de Portopí (12 de septiembre de 1229), fue un enfrentamiento bélico a campo abierto entre las tropas almohades que ocupaban la isla de Mallorca y el ejército cristiano comandado por el rey Jaime I el conquistador, con el objetivo de anexarla a la Corona de Aragón para ampliar sus dominios. Se llevó a cabo en varios puntos de la actual Sierra de Na Burguesa (antiguamente llamada Sierra de Portopí), aproximadamente a mitad de camino entre la actual localidad turística de Santa Ponsa y la Ciudad de Mallorca (actual Palma de Mallorca). Fue el segundo combate de importancia en la campaña por la conquista de la isla de Mallorca iniciada por este rey de Aragón.

## Antecedentes
Después de anteriores intentos fallidos por tener el control de la isla, el ejército de Jaime I consiguió, el 10 de septiembre, anclar en la bahía de Santa Ponsa y desplegar sus fuerzas para comenzar la invasión. Ese mismo día tuvieron un primer choque importante con los musulmanes, del que salieron ganadores, y tras el cual acamparon en el lugar para pernoctar. Tras tener noticia, al anochecer, de que el gobernador almohade de la isla, Abú Yahya, había reagrupado sus tropas y que se dirigían desde la capital al encuentro con los cristianos, el monarca aragonés dio las pertinentes instrucciones de alerta a sus hombres para evitar un posible ataque enemigo por sorpresa.

## La batalla
Cuentan historiadores como Zurita que la mañana del martes 12, Guillermo de Montcada y su sobrino Ramón por un lado, y Nuño Sánchez por otro, discutieron por decidir quién marcharía en vanguardia de las tropas que participarían en la batalla que suponían se iba a dirimir al día siguiente con el enemigo. Y agregan que finalmente, ese mismo día y sin esperar a Sánchez, los Montcada partieron con sus hombres al combate avanzando hacia posiciones rivales, obligando entonces al resto del ejército a secundarles en la acción. Según Desclot fue el propio rey quien mandó iniciar la incursión, ordenando ir en vanguardia de ella a los Montcada. Lo cierto es que ese día, tío y sobrino trabaron pelea con las huestes del rey musulmán de Mallorca en la Sierra de Na Burguesa (llamada entonces Sierra de Portopí), dando así comienzo a la batalla.

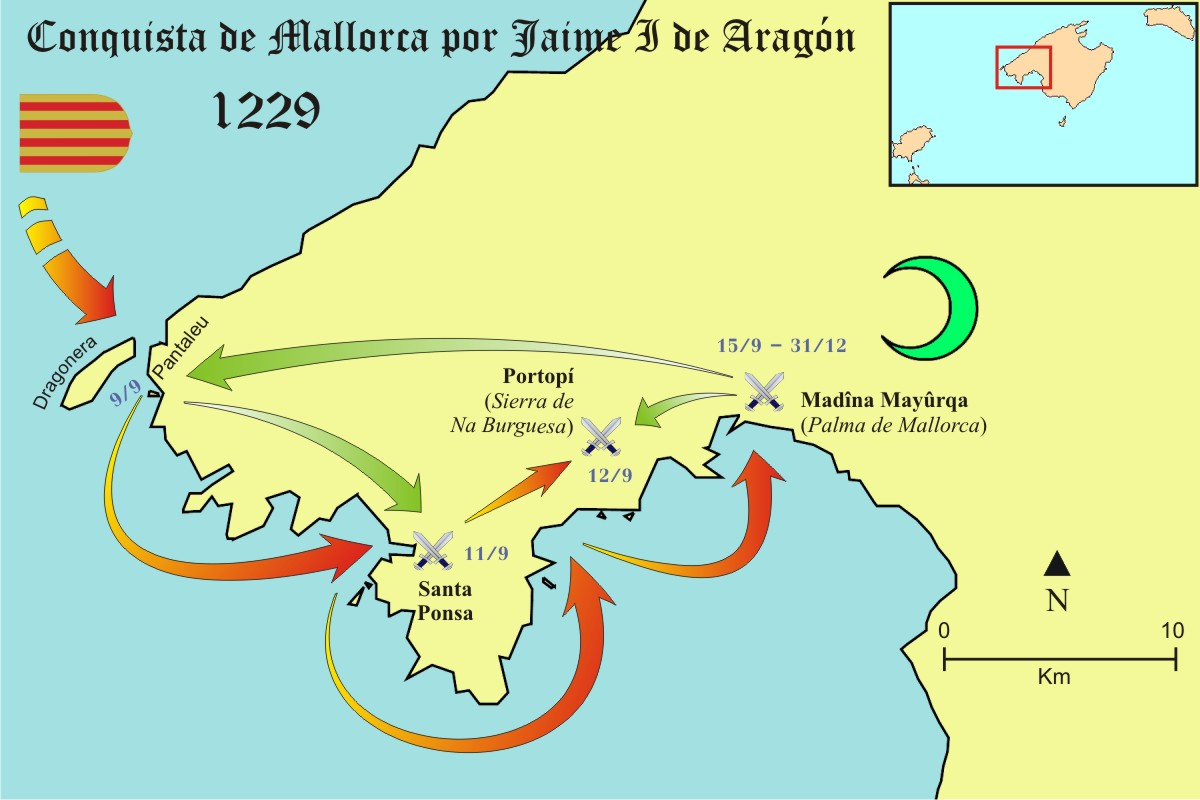
Esquema de los primeros movimientos y combates de la conquista de Mallorca.

La primera acometida de los Montcada contra los musulmanes, iniciada desde las laderas de la cordillera, pareció en principio victoriosa, pero después fueron rodeados por fuerzas superiores en número a las suyas, pereciendo los dos nobles, junto a otros, en la consiguiente lucha. La tradición cuenta que fueron hechos prisioneros y que murieron degollados a manos de los musulmanes. Más tarde sería el obispo de Barcelona, Berenguer de Palou, el encargado de comunicar al rey la muerte de ambos caballeros, que eran muy apreciados por el monarca.
Jaime I, que desconocía en ese momento la muerte de aquellos hombres, siguió su mismo camino, avanzando con el resto del ejército con intención de agruparse con ellos y participar juntos en la liza, hasta que tomó contacto con el enemigo en la sierra. En combate general, y al toparse con un fuerte contingente de caballería musulmana que obligó a retroceder a la hueste de Nuño Sánchez (quien se replegó con presteza y sin ganas de resistir), se hace famosa la exclamación del Conquistador: ¡Vergonya, cavallers, vergonya! ("¡Vergüenza caballeros, vergüenza!"), por el temor mostrado por unas tropas catalanas que solían tener en aquella época una excelente reputación de aguerridas fuerzas de choque.
Al final del día y tras sucesivos combates en varios puntos del monte, el rey y su ejército derrotan a los musulmanes (que se retiran a Mallorca), ganando a la postre una posición estratégica en la sierra, desde la que se divisa la capital. Descansan y pernoctan en Bendinat (topónimo que según una tradición local provendría del catalán Bé hem dinat, "bien hemos comido").

## Consecuencias
El jueves día 13 se fortifica el campamento con trincheras, la armada que estaba en La Porraza avanzó hasta Portopí en donde apresó varias embarcaciones sarracenas, y una parte de la flota ancló frente a la ciudad.
El viernes 14, los hombres de Aragón enterraron a los Montcada entre escenas de dolor. La ceremonia de sepultura se  celebró en la sierra de Bendinat, junto a un pino que se conservó hasta 1914, conocido popularmente como El pino de los Montcada.
El resultado de la Batalla de Portopí marcó el posterior devenir de la conquista de la isla. A partir de entonces no hubo grandes enfrentamientos en campo abierto, pues enseguida se formalizó el sitio de la ciudad de Mallorca, donde se acantonó el grueso del ejército musulmán. El último objetivo que abriría la puerta al control total de la isla quedaba, pues, ya limitado.

## Monumentos

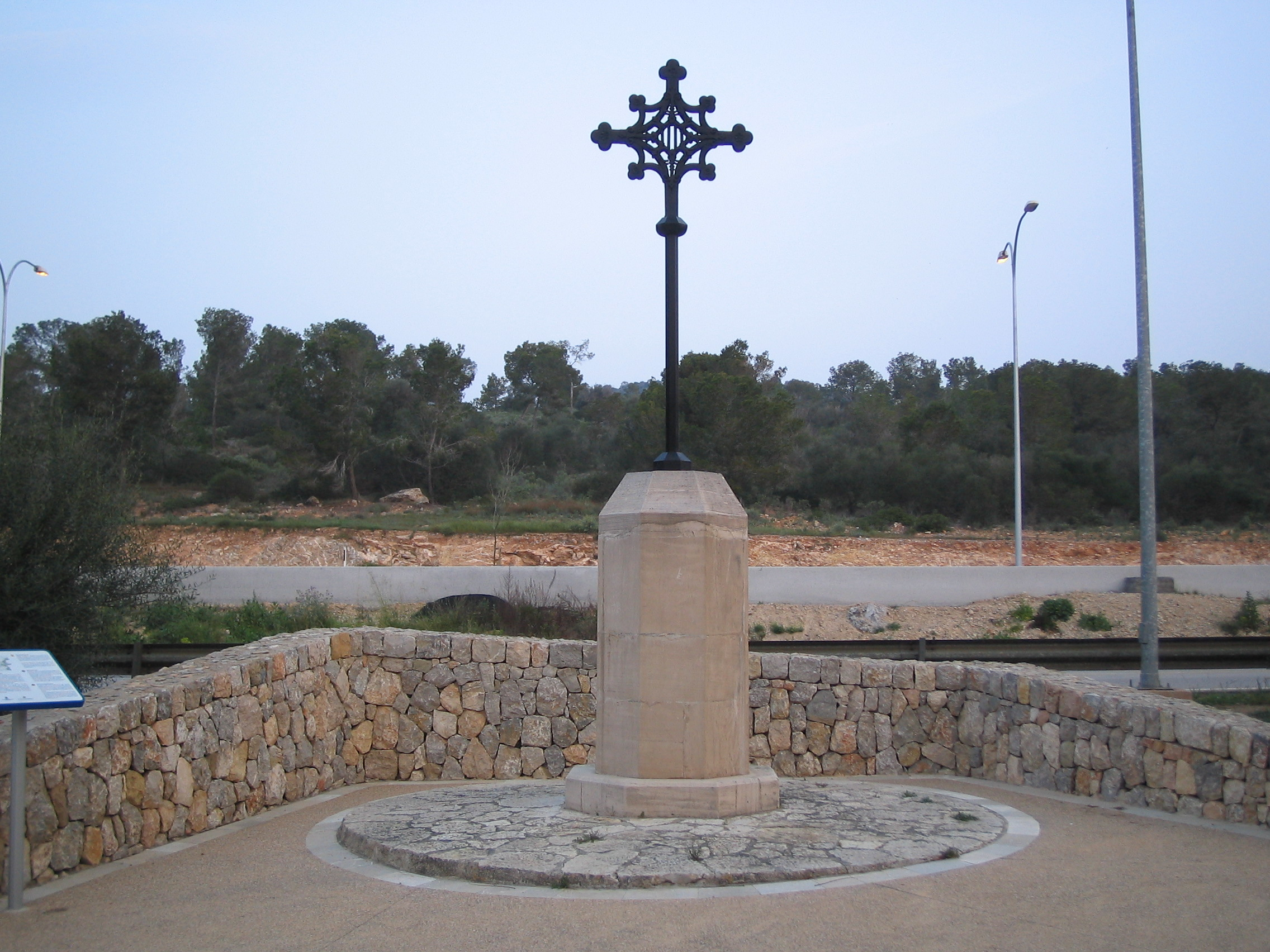
Monumento en el lugar donde se enterró a Guillermo y Ramón Montcada formando en el 2008 parte del entramado del Paseo Calviá.

Varios monumentos en Mallorca recuerdan la primera fase de la conquista de la isla. Por iniciativa de un grupo de escritores catalanes y del sur de Francia, en 1887 se erigió la llamada Creu de Montcada ("Cruz de Montcada"), un monumento situado en el lugar en que, según la tradición, murieron los dos nobles de tal linaje: el kilómetro 14 de la antigua carretera de Palma a Andrach, actual Paseo Calviá. La obra, diseñada por Tomàs Vila (1893-1963), se levantó junto al antes mencionado pino, y consta de un zócalo de piedra de Santañí y de una gran cruz de estilo gótico en cuyo centro están representadas las tradicionales Barras de Aragón, símbolo heráldico por excelencia de la Corona. Una de las caras del zócalo lleva el escudo de armas de los Montcada y la otra, las fechas conmemorativas. La ceremonia de inauguración del monumento y homenaje a los nobles aludidos fue organizada y llevada a cabo por el prestigioso literato canónigo Colell, en la que participó también Jacinto Verdaguer.
En 1929, en conmemoración del séptimo centenario de la batalla, se erigió, entre el Puig de sa Ginesta y el Puig d'en Zaragoza, una construcción de estilo neorrománico llamada la Ermita de la piedra sagrada. La cual debe su nombre a que en su interior alberga la piedra que sirvió de altar para la primera misa que celebraron los conquistadores antes de su primera batalla.
También ese año se inauguró, en Santa Ponsa, la Creu del Desembarcament ("Cruz del Desembarco"), obra de Vila al igual que la anterior. Los relieves de su base aluden a ocho fases de la conquista de la isla, entre las que se encuentra la batalla de Portopí.